# Verdrag van Den Haag (1641)
Het Verdrag van Den Haag van 1641 was een tienjarige wapenstilstand die door de Nederlandse Republiek en het koninkrijk Portugal werd gesloten. Het was tevens een verdrag van offensieve en defensieve alliantie tussen beide partijen. In het verdrag werd opgenomen dat een gezamenlijke vloot zou worden gevormd om Spanje aan te vallen. De wapenstilstand, die oorspronkelijk werd ondertekend voor alle grondgebieden van beide imperia, beperkte zich in de praktijk tot het Europese continent.

## Historische context
De Nederlanders riepen hun onafhankelijkheid van de Spaanse koning uit in 1579, wat resulteerde in een oorlog met het Spaanse Rijk. In 1580 werd de Iberische Unie gevormd die de koninkrijken van Spanje en Portugal verenigde. Vervolgens sloot Spanje de Portugese havens voor de Nederlanders en stelde een verbod in op de handel tussen de Portugees-Spaanse koloniën en de Nederlandse Republiek. De Nederlanders proberen de handel met de Portugese koloniën onder Spaanse overheersing te herstellen door het noordoosten van Brazilië en Angola te bezetten, wat leidde tot conflicten tussen het Nederlands koloniaal rijk en de Iberische Unie.
In december 1640 kwam de Iberische Unie tot haar einde, dankzij het bestijgen van de Portugese troon door Johan IV van Portugal. In hetzelfde jaar, begon de Portugese onafhankelijkheidsoorlog. Johan IV stuurde ambassadeurs naar Frankrijk, Engeland en naar de Nederlandse Republiek, om tot partnerschappen met deze landen te komen in zijn strijd tegen Spanje.

## Ondertekening en ratificering
Het verdrag werd op 12 juni 1641 te Den Haag door vertegenwoordigers van de Staten-Generaal en Tristão de Mendonça Furtado, ambassadeur van koning Johan IV van Portugal, ondergetekend. Op 18 november 1641 werd het verdrag door de koning van Portugal geratificeerd en op 20 februari 1642 door de Staten-Generaal.

## Voornaamste punten
De voornaamste punten van het verdrag zijn:
- Aanvaarding van een wapenstilstand voor een periode van 10 jaar;
- Stopzetting van de vijandelijkheden tussen de Nederlandse en Portugese strijdkrachten, met inbegrip van de particuliere bedrijven (de Vereenigde Oost-Indische Compagnie en de West-Indische Compagnie), in alle koloniën en overzeese gebieden;
- Beide partijen verbinden zich tot eerbiediging van het leven, eigendommen en zakelijke activiteiten van de onderdanen van de tegenstander; in beslag genomen eigendommen van de tegenovergestelde partij gedurende de oorlog blijven in het bezit van de eigenaar vanaf het moment dat het verdrag dat het verdrag in werking treedt;
- Respect voor de religieuze vrijheid van elke ondertekenaar;
- Non-agressie non-invasieve pact; wederzijdse bijstand in geval van aanvallen door derden;
- Het is niet toegestaan goederen uit Brazilië naar Portugal te transporteren;
- Verbod op handel met Spanje voor beide partijen;
- Vorming van een alliantie tegen de koning van Spanje en zijn onderdanen; het creëren van een gezamenlijke vloot om Spanje aan te vallen: elk land zou 15 oorlogsschepen en 5 grote fregatten inzetten, Portugal zou ook 10 galjoenen inzetten. De beloning die wordt verkregen door deze vloot wordt verdeeld tussen het aantal betrokken schepen.

## Het verdrag in de praktijk
De wapenstilstand werd in de praktijk gerespecteerd in het Europese continent maar werd genegeerd door beide partijen in de rest van de wereld: in 1645 veroverden de Portugezen een deel van de kust van Brazilië op de Nederlanders en in 1648 namen ze bezit van Angola en het eiland Santo Tomé; in 1650 veroverden de Nederlanders Kaap de Goede Hoop.